# Nu au plateau de sculpteur
Nu, folhas e busto (em francês Nu au plateau de sculpteur em inglês Nude, green leaves and bust) é uma obra de arte executada com a técnica do óleo sobre tela, elaborado por Pablo Picasso em 1932, medindo 162 cm × 130 cm.
O quadro representa a amante de Picasso, Marie-Thérèse Walter, nua e reclinada, com a cabeça do pintor, representada num busto postado num pedestal, que observa a mulher logo abaixo.
Atualmente a obra está exposta no museu Tate Modern, em Londres.

## História
Nu, folhas e busto faz parte de uma série de retratos que Picasso pintou de sua amante e musa Marie -Thérèse Walter, em 1932.
Na época, Picasso tinha um contrato de exclusividade com o negociante de arte Paul Rosenberg, que comprou a pintura direto do artista. Com a Segunda Guerra Mundial se aproximando, no final dos anos 1930, Rosenberg começou a distribuir obras de sua coleção - mais de 2000 peças - e usou a Feira Mundial de Nova York de 1939 como desculpa para enviar a obra de Picasso para fora da França. Depois da invasão nazista da França, em 1940, ao chegar em Nova Iorque via Lisboa, em setembro de 1940, Rosenberg abriu uma filial de sua galeria na 57th East Street, e colocou a pintura de volta em exibição.
Neste local, a obra foi comprada por dois coleccionadores de Los Angeles, Frances e Sidney Brody,  e só foi mostrada em público uma vez em 1961, para comemorar o 80º aniversário de Picasso.
Em 4 de maio de 2010 a obra foi leiloada na casa de leilões Christie’s de Nova Iorque por 81,3 milhões de euros por um comprador anónimo, tornando-se assim na altura a mais cara obra de arte vendida em leilão até então, superando a escultura L'Homme qui marche, de Alberto Giacometti que fora leiloada por US$ 104,3 milhões.
Essa marca foi quebrada no leilão da casa Sotheby's de Nova Iorque, com a tela O Grito de Edvard Munch, em 2 de maio de 2012.